# Monumentul lui Ștefan cel Mare și Sfânt din Bălți
Monumentul lui Ștefan cel Mare și Sfânt din Bălți, dezvelit la 22 mai 2004,  se află pe Piața Independenței în fața clădirii Primăriei. Autorii monumentului sunt sculptorul Gheorghe Postovanu și arhitectul Vasile Eremciuc. Monumentul este lucrat din bronz, iar postamentul din piatră de Cosăuți. În 2008 monumentul lui Ștefan cel Mare și Sfânt a fost inclus în Registrul monumentelor ocrotite de stat, iar în 2018 a devenit monument de for public.